# Józef Buczek
Józef Buczek (ur. 1 marca 1929 w Przemyślu, zm. 7 maja 2006) – polski botanik, wykładowca i profesor Uniwersytetu Wrocławskiego, dziekan Wydziału Nauk Przyrodniczych, pochowany na Cmentarzu Grabiszyńskim we Wrocławiu.

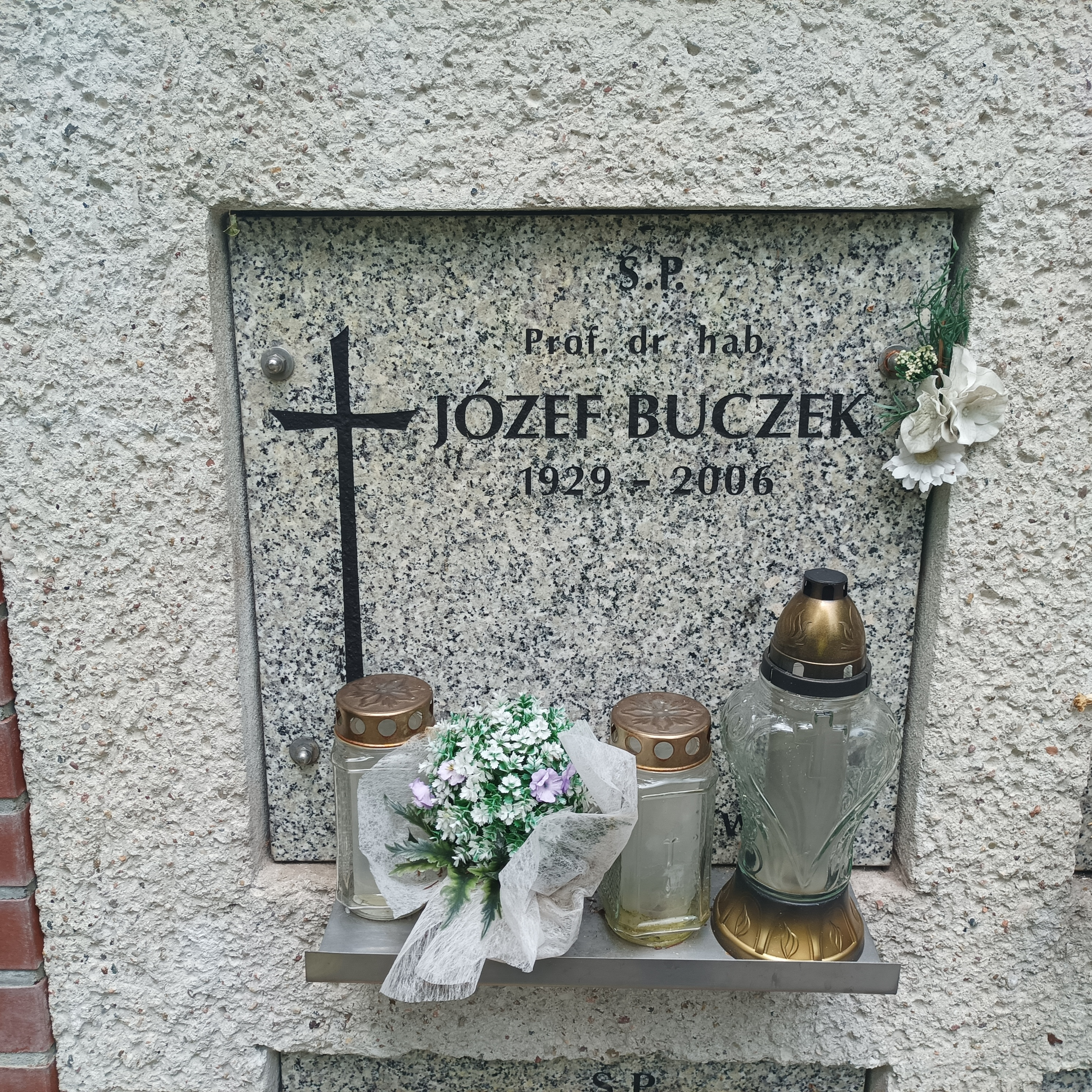
Grób prof. Józefa Buczka na Cmentarzu Grabiszyńskim